# كارلوس آزيفيدو
كارلوس آزيفيدو (بالبرتغالية: Carlos Azevedo‏) هو عازف جاز وملحن وعازف بيانو برتغالي، ولد في 29 مارس 1949 في لشبونة في البرتغال، وتوفي في 26 أكتوبر 2012.